# Euphorbia zoutpansbergensis
Euphorbia zoutpansbergensis es una especie de planta suculenta de la familia de las euforbiáceas. Es endémica de Sudáfrica en la provincia de Limpopo donde se encuentran en las montañas de Zoutpansberg y Blouberg.  

## Descripción
Es un pequeño árbol espinoso que tiene de 2 a 8 m de altura. Crece en la sabana mixta sobre suelos arenosos o pendientes rocosas de arenisca, de crestas y colinas.

## Taxonomía
Euphorbia zoutpansbergensis fue descrita por Robert Allen Dyer y publicado en Flowering Plants of South Africa 18: 715. 1938.
Etimología
Ver: Euphorbia
zoutpansbergensis: epíteto geográfico que alude a su localización en las montañas de Zoutpansberg.